# Isaac Chauncey
Isaac Chauncey (Bridgeport, 20 febbraio 1772 – Washington, 20 gennaio ottobre 1840) è stato un militare statunitense che servì nella Marina Militare del suo Paese con il grado di commodoro durante la Guerra anglo-americana del 1812.
Nell'ultima parte della sua carriera fu Presidente del Board of Navy Commissioners, occupandosi del rifornimento di materiale per la costruzione e riparazione delle imbarcazioni, e del loro equipaggiamento

## Biografia
Nato a Black Rock, un sobborgo di Bridgeport, nel Connecticut, divenne luogotenente della Marina Militare statunitense nel 1798. Combatté contro la Francia nelle Indie occidentali nel corso della Quasi-guerra e contro la Libia ottomana nel Mar Mediterraneo durante la Prima guerra barbaresca. Nel 1806 venne promosso al grado di capitano.
Durante la Guerra anglo-americana del 1812 comandò le forze navali sul Lago Ontario contrapposte alla flotta guidata dall'ufficiale britannico James Yeo.
Chauncey sposò Catherine Sickels. Due dei loro tre figli, Charles e John, divennero a loro volta ufficiali della Marina. Morì a Washington nel 1840 e qui venne seppellito.